# Lee Roy Parnell

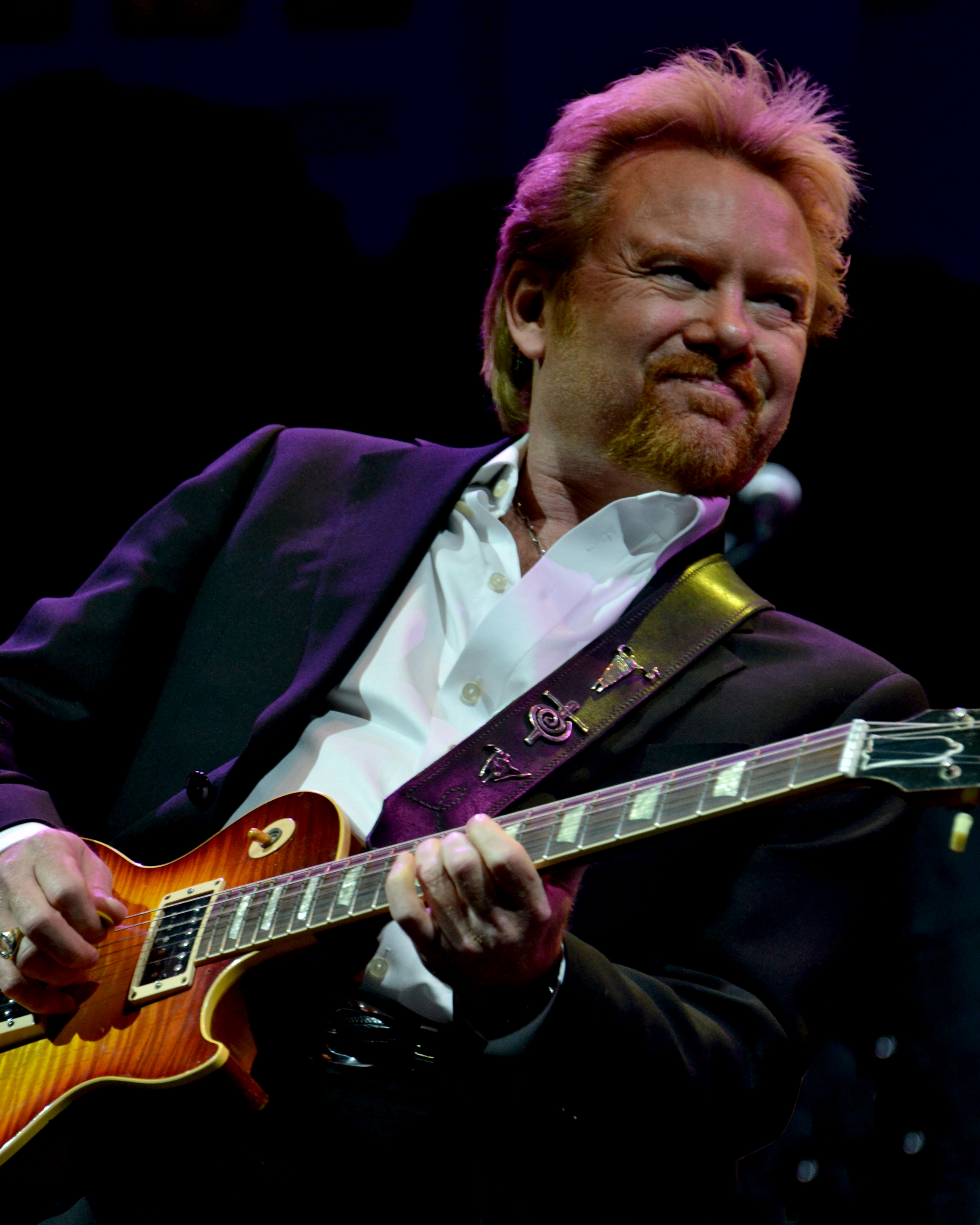
Lee Roy Parnell (2011)

Lee Roy Parnell II (* 21. Dezember 1956 in Abilene, Texas) ist ein amerikanischer Country-Sänger, Songwriter und Blues-Gitarrist.

## Kindheit und Jugend
Lee Roy kam bereits in frühester Kindheit mit Country-Musik in Berührung. Sein Vater war mit Bob Wills befreundet und Lee Roy stand schon als Sechsjähriger mit dem großen Star auf der Bühne. Sein erstes Instrument war ein Schlagzeug, aber er wechselte bald zur Gitarre. Beeinflusst wurde er naturgemäß von Bob Wills und damit vom Western Swing. Aber auch der Country-Blues der Allman Brothers beeindruckte ihn zutiefst. Der Gitarrist Duane Allman wurde zu seinem wichtigsten Vorbild. Von ihm übernahm er den Slide-Gitarren-Stil. Nach Schulabschluss zog er nach Austin und verdiente seinen Lebensunterhalt in der dortigen Clubszene. Seine aufreibende Austin-Zeit dauerte über zehn Jahre; er heiratete und arbeitete eine Zeit lang bei einer lokalen Radiostation.

## Karriere
Nach seiner Scheidung und belastet von Alkoholproblemen versuchte er 1987 in Nashville einen Neuanfang. Er hatte zunächst einige Erfolge als Songwriter und schaffte es dann, eine Band aufzustellen. Sein stetig wachsender Bekanntheitsgrad in der örtlichen Musikszene führte 1989 zu einem Schallplattenvertrag mit Arista Records. Ein Jahr später erschien sein erstes Album, das mehrere Eigenkompositionen enthielt. Den Durchbruch schaffte er 1992 mit der Single What Kind Of Fool Do You Think I Am, die Platz zwei der Country-Charts erreichte. Sein im gleichen Jahr erschienenes zweites Album, Love Without Mercy, verkaufte sich deutlich besser als das erste. Einige ausgekoppelte Singles konnten sich in der Top-10 platzieren. Eine Reihe von namhaften Country-Musikern interpretierten seine Songs.
1994 erreichte Lee Roy Parnell mit I’m Holding My Own erstmals die Spitze der Country-Charts. Es folgten weitere Singles, die sich ebenfalls hoch in den Hitparaden platzieren konnten. A Little Bit Of You und Heart’s Desire erreichten 1995 Platz 1. Ab 1997 ließen seine Verkaufszahlen deutlich nach. 2000 wechselte er zu Vanguard Records, wo 2001 das Album Tell The Truth erschien.

## Alben
- 1989 – Lee Roy Parnell (Arista)
- 1992 – Love Without Mercy (Arista)
- 1993 – On The Road (Arista)
- 1995 – We All Get Lucky Sometimes (Arista)
- 1997 – Every Night Is A Saturday Night (Arista)
- 1999 – Hits And Highways Ahead (Arista)
- 2001 – Tell The Truth (Vanguard)
- 2006 – Back To The Well (Universal South)